# José Camarasa Albertos
José Camarasa Albertos (Caudete, 25 de junio de 1952-Valencia, 23 de junio de 2021) fue un abogado y político español, diputado en las Cortes Valencianas en las V, VI y VII Legislaturas.

## Biografía
Diplomado en Gestión Económica de Centros Hospitalarios por la Escuela de Alta Dirección y Administración de Barcelona, se inició en la política como concejal del ayuntamiento de Caudete y como vocal del Comité Provincial del PSOE en Castilla-La Mancha. Posteriormente, fue vicepresidente de la Cruz Roja Española en Valencia, jefe de Gabinete de la Consejería de Sanidad Universal y Salud Pública de la Generalidad Valenciana en los años ochenta y diputado por la provincia de Valencia por el PSPV-PSOE a las elecciones a las Cortes Valencianas de 1999, 2003 y 2007. Durante esta última etapa fue uno de los dos diputados socialistas valencianos que implicaron a Eduardo Zaplana con el fraude de Terra Mítica en 2006.
En diciembre de 2009 dejó su escaño en las Cortes Valencianas con el fin de entrar a formar parte del consejo de administración de Bancaja y del equipo de asesores del grupo socialista en la Federación Valenciana de Municipios y Provincias.